# Cattedrale di Calahorra
La cattedrale di Santa Maria Assunta (in spagnolo: Catedral de la Asunción de Nuestra Señora) si trova a Calahorra, in Spagna, ed è la cattedrale della diocesi di Calahorra e La Calzada-Logroño. La chiesa è stata costruita sul luogo del martirio dei patroni della città, i santi martiri Emeterio e Cheledonio, e si trova nella parte bassa della città, vicino al fiume Cidacos. Dal 3 giugno 1931 è monumento di interesse culturale.

## Storia e arte
La cattedrale di Calahorra è un edificio gotico del XVII secolo. I lavori per la costruzione della chiesa iniziarono nel 1484 e durarono 200 anni. 
Si tratta di un edificio in muratura a tre navate, con transetto, deambulatorio, sedici cappelle e chiostri. La facciata nord presenta una parte inferiore in stile plateresco e una parte superiore gotica formata da archi e un timpano con la Vergine, Sant'Emeterio e San Cheledonio, ed è dedicata a San Girolamo. Il coro è realizzato in stile rinascimentale. La facciata principale è in stile barocco, è stata costruita tra il 1680 e il 1704. L'ultima parte cronologicamente ad essere stata realizzata è il frontone neoclassico, opera di Antonio de Beriñaga, e risale al 1772.
Nel 1900 la cattedrale ha subito un incendio che ha danneggiato l'altar maggiore, distruggendo la pala d'altare, opera di Pedro González de San Pedro y Bascardo, danneggiando le urne reliquiarie dei Santi Emeterio e Cheledonio e altri oggetti ornamentali, nonché la copertura e il pavimento della cattedrale. I lavori di restauro si sono protratti fino al 1904.